# Charles de Courbon
Cet article concerne le gouverneur-général des îles d'Amérique. Pour son petit-fils, officier de la Marine royale sous Louis XV, voir Charles de Courbon-Blénac.
Charles de Courbon, comte de Blénac (1622-1696), baron de Champdolent, seigneur de Bords, d'Archingeay, de Contré et de Chantemerlière, est un général et administrateur colonial français du XVIIe siècle. Il est gouverneur général des Isles d'Amérique à trois reprises ; il marque profondément l'histoire de la Martinique.

## Biographie
Fils de Jacques de Courbon, marquis de La Roche-Courbon, seigneur de Romegoux, gentilhomme de la chambre du Roi, mestre de camp d'infanterie, et de Marie de Tizon, Charles de Courbon est issu de vieilles familles saintongeoises. Il épouse Angélique de La Rochefoucauld-Bayers.
Conseiller du Roi, maréchal des camps et armées de Sa Majesté, premier chambellan de Monseigneur le duc d'Orléans, frère du Roi, sénéchal de Saintonge à partir de 1649, Charles de Courbon débarque à la Martinique en novembre 1677 et assure à trois reprises les fonctions de gouverneur général. C'est sous son administration que se développe le Fort-Royal. Son premier mandat de gouverneur général des Isles d'Amérique eut lieu de 1677 à février 1683, et le second mandat de juin 1684 à 1690. Le dernier eut lieu de novembre 1691 à juin 1696.
Blénac propose sans succès à Colbert la création d'un poste de colonel des milices dans chaque île des Antilles. Fondateur de la ville de Fort-de-France à la Martinique, où la rue Blénac porte son nom, il a aussi transformé son vieux château de Romegoux, située sur la rive gauche de la Charente.
Il est l'un des deux rédacteurs, avec l'intendant Jean-Baptiste Patoulet, de mémoires commandés par Louis XIV pour l'établissement du Code noir, promulgué en 1685, afin de gérer la vie, la mort, l'achat, la vente, l'affranchissement et la religion des esclaves.
Il est en particulier consulté sur le problème des femmes noires qui ont des enfants avec leurs maîtres, dans l'espoir que ces derniers soient libres. Blénac répond : « L'usage de la Martinique est que les mulâtres soient libres après avoir atteint l'âge de 20 ans et les mulâtresses après avoir atteint l'âge de 15 ans ».
Son petit-fils, Charles de Courbon-Blénac, se distinguera dans la Marine royale, et parviendra au grade de lieutenant général des armées navales.

### Sources et bibliographie
- André Baudrit, Charles De Courbon Comte de Blénac (1622-1696) : Gouverneur Général des Antilles Françaises 1677-1696, Société d'histoire de la Martinique, 1967, 208 p.
- Léo Elisabeth, La société martiniquaise aux XVIIe et XVIIIe siècles (lire en ligne)
- M. d'Aspect, Histoire de l'Ordre royal et militaire de Saint-Louis, vol. 3, Paris, chez la veuve Duchesne, 1780 (lire en ligne), p. 205